# Polcenigo
Polcenigo (friuli nyelven Polcenic, helyi nyelvjárásban Al Borc) település Olaszországban, Friuli-Venezia Giulia régióban, Pordenone megyében. Lakosainak száma 3123 fő (2023. január 1.). Polcenigo Caneva, Tambre, Budoia és Fontanafredda községekkel határos.

## Népesség
A település lakossága az elmúlt években az alábbi módon változott:
| Lakosok száma | 3165 | 3151 | 3123 |
|               | 2017 | 2018 | 2023 |